# Keräntörivier
De Keräntörivier (Zweeds: Keräntöjoki) is een rivier die stroomt in de Zweedse gemeente Pajala. De rivier verzorgt de afwatering van het meer Keräntöjärvi. De rivier stroomt in het noordwesten uit het meer en stroomt daarna eerst naar het noordwesten, dan naar het zuidwesten op uiteindelijk westwaarts naar de Lainiorivier te stromen. De Keräntörivier is ongeveer 10 kilometer lang. De plaats waar de rivier in de Lainiorivier stroomt staat bekend als Keräntöniemi (schiereiland van Keräntö), de plaatselijke stroomversnelling in de Lainiorivier heeft Keräntökoski. Het dorp Keräntö ligt aan het meer en dus ook aan de rivier.
Afwatering: Keräntörivier → Lainiorivier → Torne → Botnische Golf